# Bembecia uroceriformis
Bembecia uroceriformis é uma espécie de insetos lepidópteros, mais especificamente de traças, pertencente à família Sesiidae.
A autoridade científica da espécie é Treitschke, tendo sido descrita no ano de 1834.
Trata-se de uma espécie presente no território português.